# Bengești-Ciocadia
Bengești-Ciocadia is een Roemeense gemeente in het district Gorj.
Bengești-Ciocadia telt 3315 inwoners.